# Чиле на Олимпијским играма
Чиле се први пут појавио на Олимпијским играма 1896. године, које су биле уједно и прве олимпијске игре модерног доба. Од тада, Чиле, је пропустио пет Летњих олимпијских игара.
На Зимским олимпијским играма Чиле је први пут учествовао 1948. године, и од тада је пропустио само два пута да пошаље своје представнике и то на игре одржане 1972. и 1980. године.
Чилеански спортисти су, закључно са 2018. годином, освојили 13 медаља на олимпијадама, највише у тенису, четири, и у боксу три медаље. Све медаље су освојене на летњим играма, на Зимским олимпијским играма Чиле није освојио ни једну медаљу. 
Национални олимпијски комитет Чилеа (Comité Olímpico de Chile) је основан 1934. године.

## Медаље

### Освојене медаље на ЛОИ
| Учешће и освојене медаље Чилеа на ЛОИ |                     |                 |                 |                 |                 |                 |                 |                 |                 |                 |
| ЛОИ                                   | Носилац заставе     | Учешће          | Муш.            | Жене            | спорт.          | Злато           | Сребро          | Бронза          | Укупно          | Ранг            |
| 1896. Атина                           |                     |                 |                 |                 |                 | 0               | 0               | 0               | 0               |                 |
| 1900. Париз                           | није учествовао     | није учествовао | није учествовао | није учествовао | није учествовао | није учествовао | није учествовао | није учествовао | није учествовао | није учествовао |
| 1904. Сент Луис                       | није учествовао     | није учествовао | није учествовао | није учествовао | није учествовао | није учествовао | није учествовао | није учествовао | није учествовао | није учествовао |
| 1908. Лондон                          | није учествовао     | није учествовао | није учествовао | није учествовао | није учествовао | није учествовао | није учествовао | није учествовао | није учествовао | није учествовао |
| 1912. Стокхолм                        |                     |                 |                 |                 |                 | 0               | 0               | 0               | 0               |                 |
| 1920. Антверпен                       |                     |                 |                 |                 |                 | 0               | 0               | 0               | 0               |                 |
| 1924. Париз                           |                     |                 |                 |                 |                 | 0               | 0               | 0               | 0               |                 |
| 1928. Амстердам                       |                     |                 |                 |                 |                 | 0               | 1               | 0               | 1               |                 |
| 1932. Лос Анђелес                     | није учествовао     | није учествовао | није учествовао | није учествовао | није учествовао | није учествовао | није учествовао | није учествовао | није учествовао | није учествовао |
| 1936. Берлин                          |                     |                 |                 |                 |                 | 0               | 0               | 0               | 0               |                 |
| 1948. Лондон                          |                     |                 |                 |                 |                 | 0               | 0               | 0               | 0               |                 |
| 1952. Хелсинки                        |                     |                 |                 |                 |                 | 0               | 2               | 0               | 2               |                 |
| 1956. Мелбурн и Стокхолм              |                     |                 |                 |                 |                 | 0               | 2               | 2               | 4               |                 |
| 1960. Рим                             |                     |                 |                 |                 |                 | 0               | 0               | 0               | 0               |                 |
| 1964. Токио                           |                     |                 |                 |                 |                 | 0               | 0               | 0               | 0               |                 |
| 1968. Мексико Сити                    |                     |                 |                 |                 |                 | 0               | 0               | 0               | 0               |                 |
| 1972. Минхен                          |                     |                 |                 |                 |                 | 0               | 0               | 0               | 0               |                 |
| 1976. Монтреал                        |                     |                 |                 |                 |                 | 0               | 0               | 0               | 0               |                 |
| 1980. Москва                          | није учествовао     | није учествовао | није учествовао | није учествовао | није учествовао | није учествовао | није учествовао | није учествовао | није учествовао | није учествовао |
| 1984. Лос Анђелес                     |                     |                 |                 |                 |                 | 0               | 0               | 0               | 0               |                 |
| 1988. Сеул                            |                     |                 |                 |                 |                 | 0               | 1               | 0               | 1               |                 |
| 1992. Барселона                       |                     |                 |                 |                 |                 | 0               | 0               | 0               | 0               |                 |
| 1996. Атланта                         |                     |                 |                 |                 |                 | 0               | 0               | 0               | 0               |                 |
| 2000. Сиднеј                          |                     |                 |                 |                 |                 | 0               | 0               | 1               | 1               |                 |
| 2004. Атина                           |                     |                 |                 |                 |                 | 2               | 0               | 1               | 3               |                 |
| 2008. Пекинг                          |                     |                 |                 |                 |                 | 0               | 1               | 0               | 1               |                 |
| 2012. Лондон                          |                     |                 |                 |                 |                 | 0               | 0               | 0               | 0               |                 |
| 2016. Рио де Жанеиро                  |                     |                 |                 |                 |                 | 0               | 0               | 0               | 0               |                 |
| 2020. Токио                           |                     |                 |                 |                 |                 |                 |                 |                 |                 |                 |
| 2024. Париз                           |                     |                 |                 |                 |                 |                 |                 |                 |                 |                 |
| 2028. Лос Анђелес                     | предстојећи догађај |                 |                 |                 |                 |                 |                 |                 |                 |                 |
| 2032. Бризбејн                        | предстојећи догађај |                 |                 |                 |                 |                 |                 |                 |                 |                 |
| Укупно                                |                     |                 |                 |                 |                 | 2               | 7               | 4               | 13              |                 |

### Освајачи медаља на ЛОИ
| Бр. | Медаља | Име | Игре            | Спорт         | Дисциплина                   | Ж | М |
| --- | ------ | --- | --------------- | ------------- | ---------------------------- | - | - |
| 1.  |        | Фернандо Гонзалез, Николас Масу | Атина 2004.     | Тенис         | парови                       | − | м |
| 2.  |        | Николас Масу | Атина 2004.     | Тенис         | појединачно                  | − | м |
| 1.  |        | Мануел Плаза | Амстердам 1928. | Атлетика      | Маратон                      | − | м |
| 2.  |        | Оскар Кристи | Хелсинки 1952.  | Коњички спорт | прескакање препрека          | − | м |
| 3.  |        | Састав екипе - Оскар Кристи Рикардо Ечеверија Сезар Мендоза | Хелсинки 1952.  | Коњички спорт | прескакање препрека (екипно) | − | м |
| 4.  |        | Марлене Аренс | Мелбурн 1956.   | Атлетика      | Бацање копља                 | ж | − |
| 5.  |        | Рамон Тапија | Мелбурн 1956.   | Бокс          | Средња категорија            | − | м |
| 6.  |        | Алфонсо де Ируаризага | Сеул 1988.      | Стрељаштво    | Скит                         | − | м |
| 7.  |        | Фернандо Гонзалез | Пекинг 2008.    | Тенис         | појединачно                  | − | м |
| 1.  |        | Клаудио Баријентос | Мелбурн 1956.   | Бокс          | Бантам категорија            | − | м |
| 2.  |        | Карлос Лукас | Мелбурн 1956.   | Бокс          | Полутешка категорија         | − | м |
| 3.  |        | Састав екипе - Педро Рејес Нелсон Тапија Ектор Тапија Иван Заморано Хавијер ди Грегорио Кристијан Алварез Франциско Аруе Пабло Контрерас Себастијан Гонзалез Дејвид Енрикез Мануел Ибара Клаудио Малдонадо Реиналдо Навиа Родриго Нуњез Рафаел Олара Патрисио Ормазабал Давид Пизаро Родриго Тело Маурисио Рохас | Сиднеј 2000.    | Фудбал        | Фудбал                       | − | м |
| 4.  |        | Фернандо Гонзалез | Атина 2004.     | Тенис         | појединачно                  | − | м |

### Освојене медаље на ЗОИ
| Учешће и освојене медаље Чилеа на ЗОИ |                     |                 |                 |                 |                 |                 |                 |                 |                 |                 |
| ЛОИ                                   | Носилац заставе     | Учешће          | Муш.            | Жене            | спорт.          | Злато           | Сребро          | Бронза          | Укупно          | Ранг            |
| 1924. Шамони                          | није учествовао     | није учествовао | није учествовао | није учествовао | није учествовао | није учествовао | није учествовао | није учествовао | није учествовао | није учествовао |
| 1928. Санкт Мориц                     | није учествовао     | није учествовао | није учествовао | није учествовао | није учествовао | није учествовао | није учествовао | није учествовао | није учествовао | није учествовао |
| 1932. Лејк Плесид                     | није учествовао     | није учествовао | није учествовао | није учествовао | није учествовао | није учествовао | није учествовао | није учествовао | није учествовао | није учествовао |
| 1936. Гармиш-Партенкирхен             | није учествовао     | није учествовао | није учествовао | није учествовао | није учествовао | није учествовао | није учествовао | није учествовао | није учествовао | није учествовао |
| 1948. Санкт Мориц                     |                     |                 |                 |                 |                 | 0               | 0               | 0               | 0               |                 |
| 1952. Осло                            |                     |                 |                 |                 |                 | 0               | 0               | 0               | 0               |                 |
| 1956. Кортина д'Ампецо                |                     |                 |                 |                 |                 | 0               | 0               | 0               | 0               |                 |
| 1960. Скво Вали                       |                     |                 |                 |                 |                 | 0               | 0               | 0               | 0               |                 |
| 1964. Инзбрук                         |                     |                 |                 |                 |                 | 0               | 0               | 0               | 0               |                 |
| 1968. Гренобл                         |                     |                 |                 |                 |                 | 0               | 0               | 0               | 0               |                 |
| 1972. Сапоро                          | није учествовао     | није учествовао | није учествовао | није учествовао | није учествовао | није учествовао | није учествовао | није учествовао | није учествовао | није учествовао |
| 1976. Инзбрук                         |                     |                 |                 |                 |                 | 0               | 0               | 0               | 0               |                 |
| 1980. Лејк Плесид                     | није учествовао     | није учествовао | није учествовао | није учествовао | није учествовао | није учествовао | није учествовао | није учествовао | није учествовао | није учествовао |
| 1984. Сарајево                        |                     |                 |                 |                 |                 | 0               | 0               | 0               | 0               |                 |
| 1988. Калгари                         |                     |                 |                 |                 |                 | 0               | 0               | 0               | 0               |                 |
| 1992. Албервил                        |                     |                 |                 |                 |                 | 0               | 0               | 0               | 0               |                 |
| 1994. Лилехамер                       |                     |                 |                 |                 |                 | 0               | 0               | 0               | 0               |                 |
| 1998. Нагано                          |                     |                 |                 |                 |                 | 0               | 0               | 0               | 0               |                 |
| 2002. Солт Лејк Сити                  |                     |                 |                 |                 |                 | 0               | 0               | 0               | 0               |                 |
| 2006. Торино                          |                     |                 |                 |                 |                 | 0               | 0               | 0               | 0               |                 |
| 2010. Ванкувер                        |                     |                 |                 |                 |                 | 0               | 0               | 0               | 0               |                 |
| 2014. Сочи                            |                     |                 |                 |                 |                 | 0               | 0               | 0               | 0               |                 |
| 2018. Пјонгчанг                       |                     |                 |                 |                 |                 | 0               | 0               | 0               | 0               |                 |
| 2022. Пекинг                          |                     |                 |                 |                 |                 |                 |                 |                 |                 |                 |
| 2026. Милано и Кортина                | предстојећи догађај |                 |                 |                 |                 |                 |                 |                 |                 |                 |
| 2030. Француски Алпи                  | предстојећи догађај |                 |                 |                 |                 |                 |                 |                 |                 |                 |
| 2034. Солт Лејк Сити                  | предстојећи догађај |                 |                 |                 |                 |                 |                 |                 |                 |                 |
| Укупно                                |                     |                 |                 |                 |                 | 0               | 0               | 0               | 0               |                 |